# Artamus maximus
L'artamo maggiore o rondine boschereccia maggiore (Artamus maximus Meyer, 1874) è un uccello passeriforme della famiglia Artamidae.

## Etimologia
Il nome scientifico della specie, maximus, deriva dal tardo latino ed è un riferimento alla taglia (maggiore rispetto alle specie congeneri, sebbene contenuta) di questi uccelli: il nome comune altro non è che la traduzione di quello scientifico.

## Descrizione

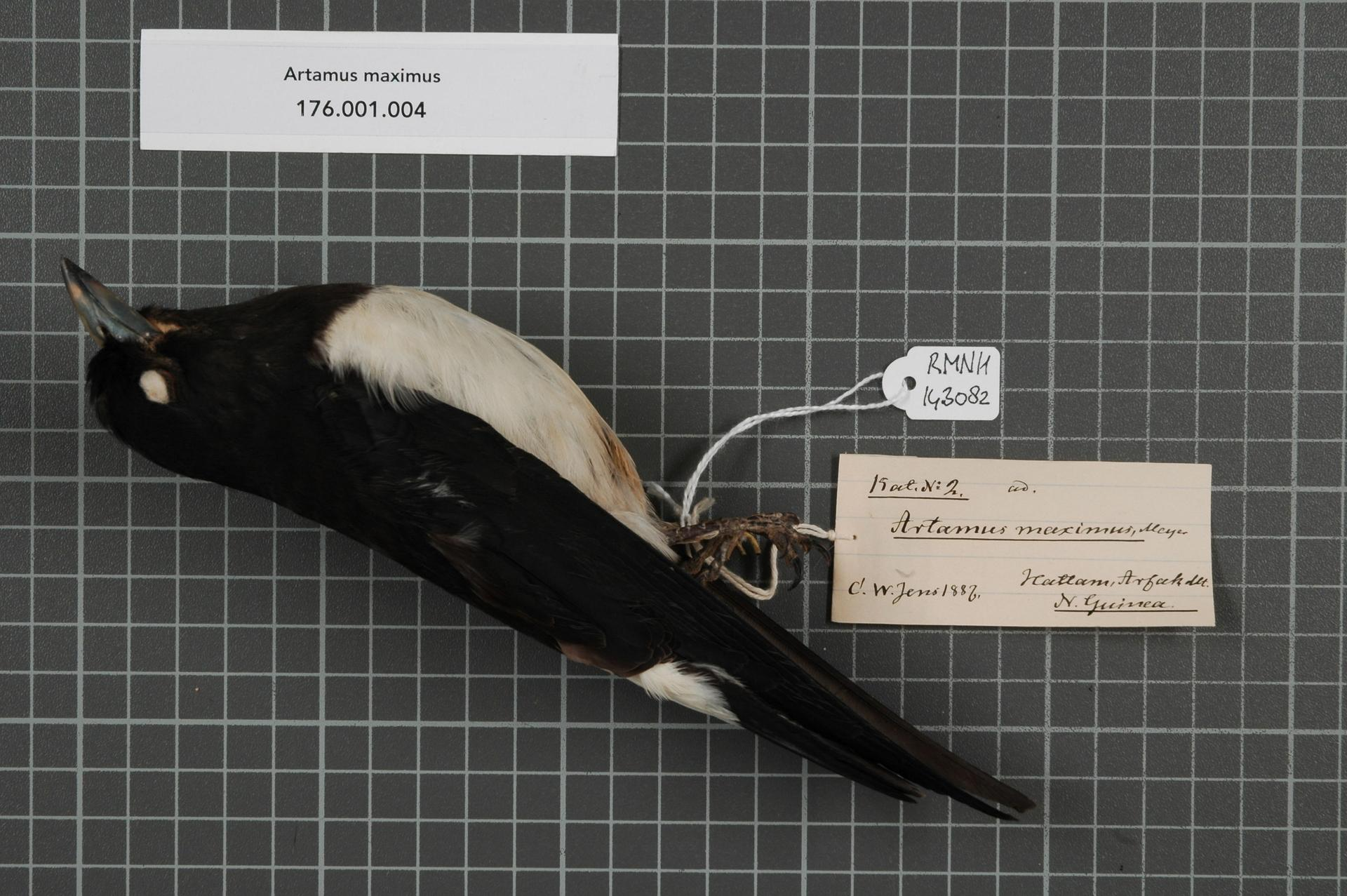
Esemplare impagliato.

### Dimensioni
Misura 20–21 cm di lunghezza, per 52-69 g di peso.

### Aspetto
Si tratta di uccelli dall'aspetto robusto, muniti di testa appiattita, corto becco conico, lunghe ali appuntite dalla base molto larga e corta coda squadrata, nonché di zampe piuttosto corte: nel complesso, questi uccelli somigliano non poco a delle rondini, ma anche all'affine artamo pettobianco, col quale vivono in simpatria e dal quale possono essere distinti grazie alle dimensioni maggiori, al nero dorsale più scuro ed alla maggiore estensione del nero golare.
Il piumaggio è dominato dalla dicotomia fra il nero cefalodorsale ed il bianco ventrale: la testa, il dorso, la parte superiore del petto, le ali e la coda sono infatti di colore nero, talvolta con sfumature color cannella sulla gola, mentre petto, ventre, sottocoda e codione sono di colore bianco candido. La superficie inferiore delle ali è anch'essa bianca, ben osservabile quando l'animale è in volo.
Il becco è di colore grigio-bluastro, gli occhi sono di colore bruno scuro e le zampe sono nerastre.

## Biologia

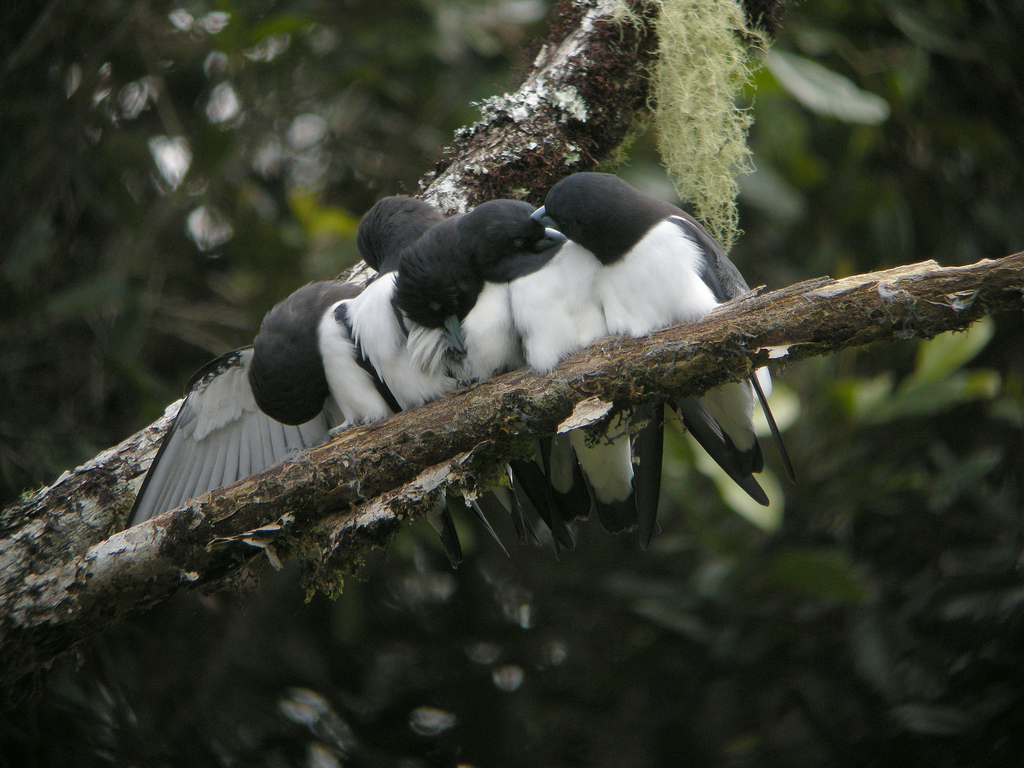
Gruppo appollaiato effettua il grooming.

Si tratta di uccelli dalle abitudini diurne e moderatamente gregarie, che durante la giornata si muovono in coppie o in gruppetti familiari, mentre di sera si riuniscono in piccoli stormi che possono contare fino a una ventina d'individui per passare la notte al riparo di un albero. La maggior parte della giornata viene passata alla ricerca di cibo, mentre i momenti comuni vengono trascorsi in massima parte a tolettarsi a vicenda o a tenersi in contatto mediante richiami monosillabici cinguettanti ripetuti numerose volte di seguito. 

### Alimentazione
Si tratta di uccelli insettivori, che si nutrono soprattutto di grossi insetti alati catturati al volo o in picchiata, per poi essere spezzettati col forte becco dopo che l'animale si è posato per meglio maneggiarli con una zampa.

### Riproduzione
La stagione riproduttiva di questi uccelli va da agosto a dicembre: si tratta di uccelli monogami, con la coppia che collabora nella costruzione del nido (una coppa di fibre vegetali intrecciate posizionata a una quindicina di metri su di un albero morto), nella cova delle 2-4 uova e nell'allevamento dei nidiacei (ciechi ed implumi alla nascita), spesso aiutata durante questo processo dagli altri membri del gruppo, i quali fra l'altro generalmente altro non sono che giovani o subadulti delle nidiate degli anni precedenti.

## Distribuzione e habitat

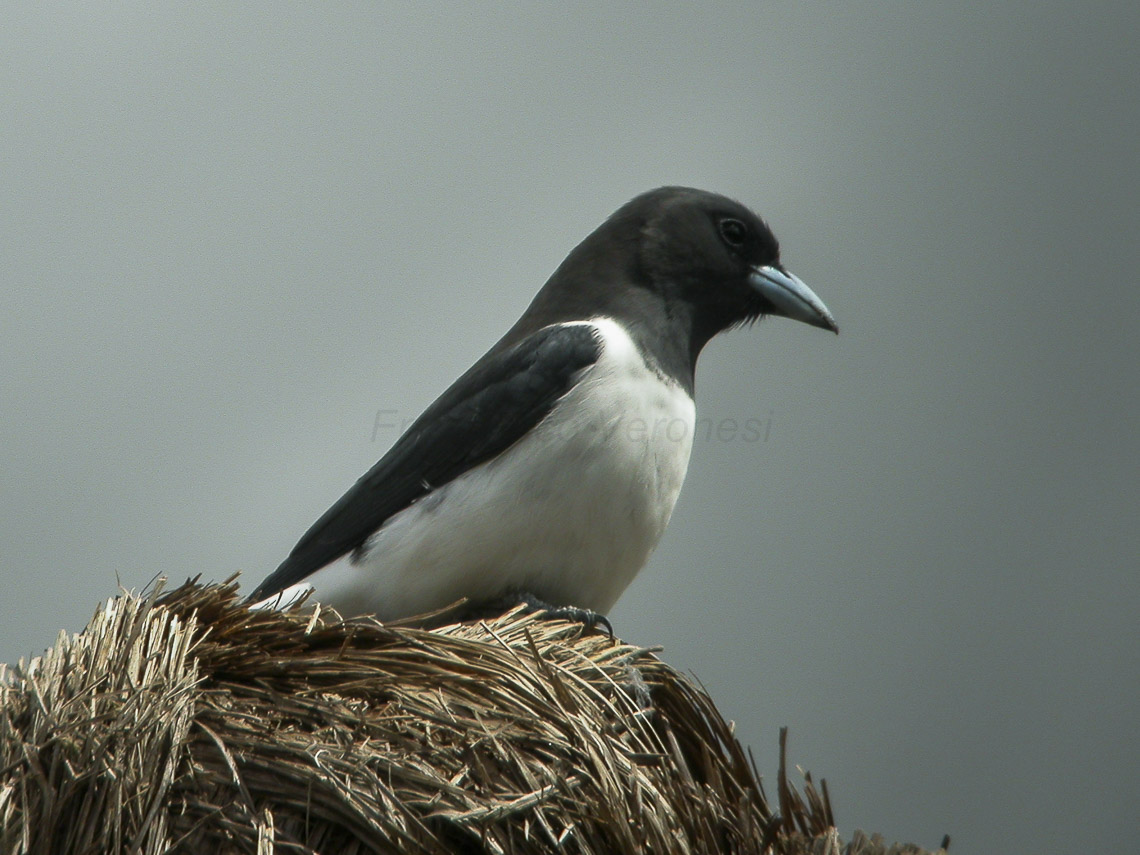
Esemplare in natura.

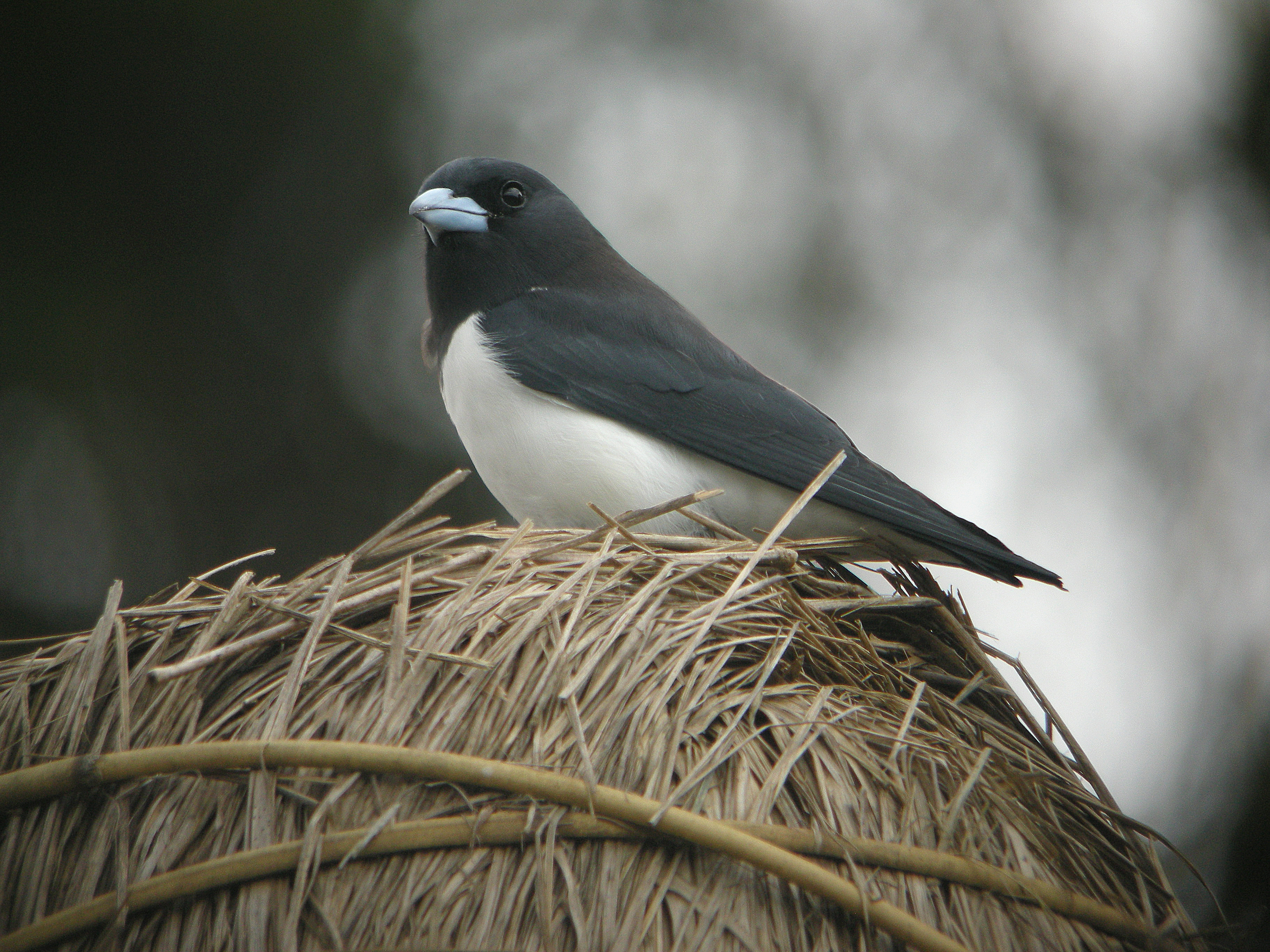
Esemplare in natura.

L'artamo maggiore è endemico della Nuova Guinea, della quale colonizza l'asse montuoso centrale, la penisola di Huon ed i monti Arfak.
L'habitat di questi uccelli è rappresentato dalle radure nella foresta pluviale montana e dal limitare di quest'ultima (ad esempio in corrispondenza di fiumi, strade o insediamenti), fra gli 800 ed i 3000 m di quota, pur risultando più comune fra i 1000 ed i 2500 m: questi uccelli si dimostrano inoltre molto tolleranti rispetto alla presenza umana, colonizzando piantagioni, giardini ed essendo divenuti molto comuni da osservare in alcune città delle Terre Alte come Mount Hagen e Goroka.